# Zumba Burn It Up!
Zumba Burn It Up! ist ein Exergaming-Videospiel für die Nintendo Switch, das auf dem Fitnessprogramm Zumba basiert. Das Spiel wurde von Kuju Entertainment entwickelt und von 505 Games veröffentlicht. Es erschien am 19. November 2019 in Nordamerika und am 22. November 2019 in Europa.

## Spielprinzip
Zumba Burn It Up! ist ein Exergaming-Videospiel, das auf dem Fitnessprogramm Zumba basiert. Das Spielprinzip besteht daraus, die Bewegungen der auf dem Bildschirm zu sehenden Zumbatänzer zu imitieren. Ein Joy-Con, den der Spieler während des Tanzens in seiner Hand hält, misst die Genauigkeit seiner Bewegungen. Basierend darauf wird am Ende des Tanzes eine Punktzahl vergeben.
Das Spiel ist sowohl im Einzelspieler- als auch im Mehrspielermodus mit bis zu vier Personen spielbar und enthält 30 Songs. Der Spieler kann entweder einen einzelnen Song auswählen, um zu diesem zu tanzen, oder einen Zumbakurs. Ein Zumbakurs besteht aus mehreren Songs und dauert 15, 30 oder 60 Minuten. Der Mehrspielermodus enthält zusätzlich den Modus Fitness Party, in dem die Gruppe nur dann Punkte erhält, wenn alle Spieler die Bewegungen genau imitieren.

## Rezeption
Zumba Burn It Up! erhielt hauptsächlich durchschnittliche Bewertungen. Der Review-Aggregator Metacritic ermittelte – basierend auf sechs Rezensionen – einen Metascore von 69 aus 100 möglichen Punkten.
Gelobt wurde der Fitnessaspekt des Spiels. So sagte Pure Nintendo, dass bereits ein 15-minütiger Zumbakurs ein recht effektives Workout sei. Nintendo World Report merkte positiv an, dass es Missionen gebe, um seinen Fortschritt zu messen, kritisierte dabei aber, dass diese nicht in Kalorien angegeben seien, sondern in vagen Energie-Einheiten. Sowohl GamePro als auch Game Rant listeten das Spiel zu den besten Fitness-Spielen für die Nintendo Switch. Beide sagten im Vergleich zur Just-Dance-Reihe, dass Zumba Burn It Up! trotz des ähnlichen Spielprinzips den Fitnessaspekt stärker hervorhebe.
Der Soundtrack des Spiels wurde gemischt aufgenommen. Während Nintendo World Report den kolumbianischen Einfluss in die Songauswahl mochte und zu einem Zumbaspiel passend fand, kritisierte Nintendo Life, dass die 30 Songs sich zu ähnlich anhören würden.